# Liste der deutschen Botschafter im Vereinigten Königreich
Dies ist eine Liste der deutschen Botschafter im Vereinigten Königreich.
In Großbritannien tragen die Botschafter den englischen Titel Ambassador to the Court of St James’s (Botschafter am Hof von St James’s).

## Botschafter

### Botschafter des Deutschen Reichs

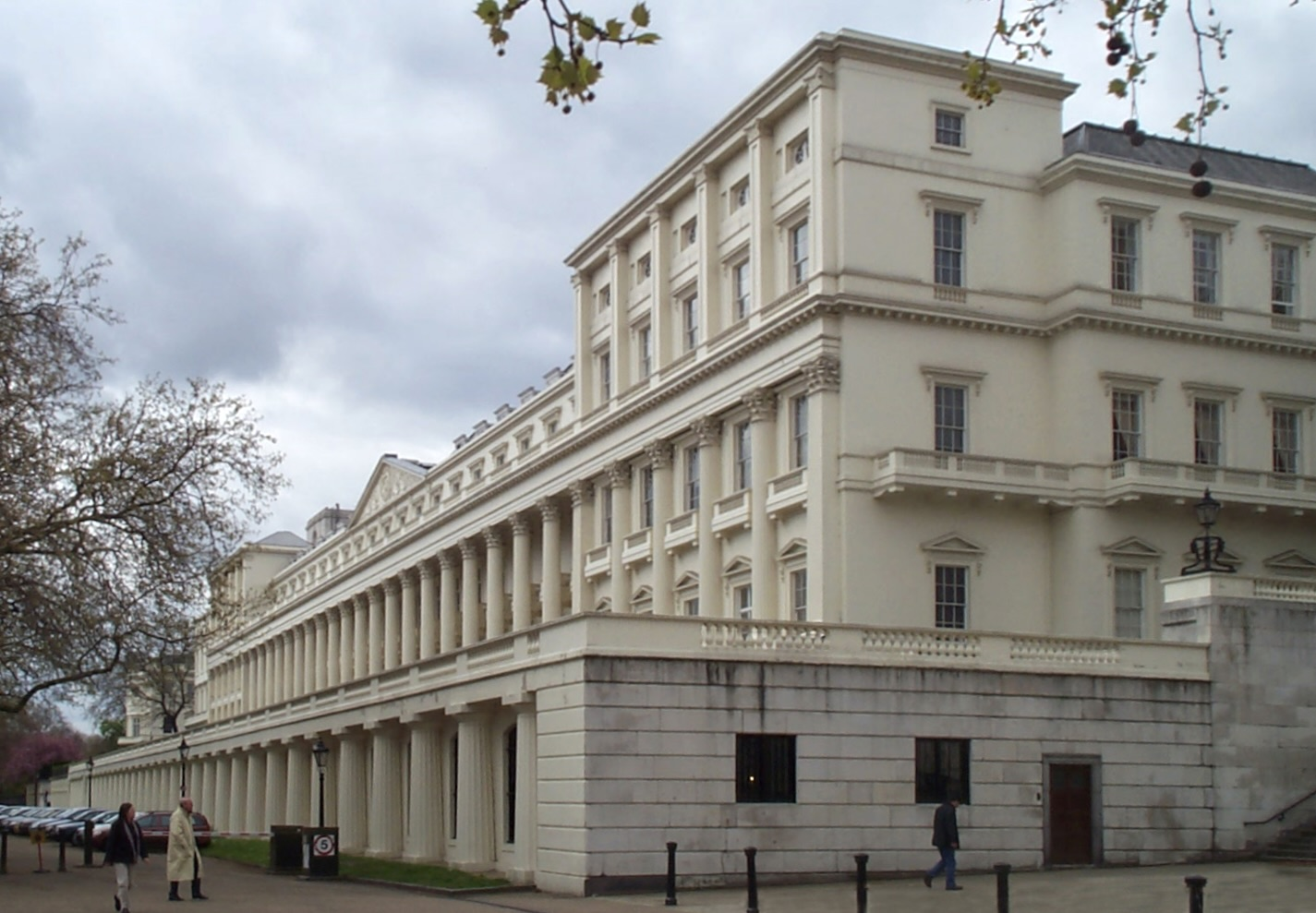
Ehemalige Deutsche Botschaft Carlton House Terrace 9 an der Mall im Londoner Stadtteil St James's, heute Sitz der Royal Society.

| Name                                                      | Bild                               | Amtszeit           | Anmerkungen                               |
| Norddeutscher Bund                                        | Norddeutscher Bund                 | Norddeutscher Bund | Norddeutscher Bund                        |
| --------------------------------------------------------- | ---------------------------------- | ------------------ | ----------------------------------------- |
| Albrecht von Bernstorff (* 1809; † 1873)                  |                                    | 1868–1871          | ab 1854 Preußischer Gesandter             |
| / Deutsches Reich                                         |                                    |                    |                                           |
| Albrecht von Bernstorff (* 1809; † 1873)                  |                                    | 1871–1873          | Botschafter im Rang eines Staatsministers |
| Georg Herbert Graf zu Münster-Ledenburg (* 1820; † 1902)  |                                    | 1873–1885          |                                           |
| Paul von Hatzfeldt (* 1831; † 1901)                       |                                    | 1885–1901          |                                           |
| Paul Wolff Graf Metternich (* 1853; † 1934)               |                                    | 1901–1912          |                                           |
| Adolf Freiherr Marschall von Bieberstein (* 1842; † 1912) |                                    | 1912               |                                           |
| Karl Max Fürst von Lichnowsky (* 1860; † 1928)            |                                    | 1912–1914          |                                           |
| Friedrich Sthamer (* 1856; † 1931)                        |                                    | 1920–1930          | ab 1919 Chargé d'affaires                 |
| Konstantin Freiherr von Neurath (* 1873; † 1956)          |                                    | 1930–1932          |                                           |
| Leopold von Hoesch (* 1881; † 1936)                       |                                    | 1932–1936          |                                           |
| Joachim von Ribbentrop (* 1893; † 1946)                   |                                    | 1936–1938          |                                           |
| Herbert von Dirksen (* 1882; † 1955)                      |                                    | 1938–1939          |                                           |
| Zweiter Weltkrieg/Keine Vertretung                        | Zweiter Weltkrieg/Keine Vertretung | 1939–1950          |                                           |

### Botschafter der Bundesrepublik Deutschland

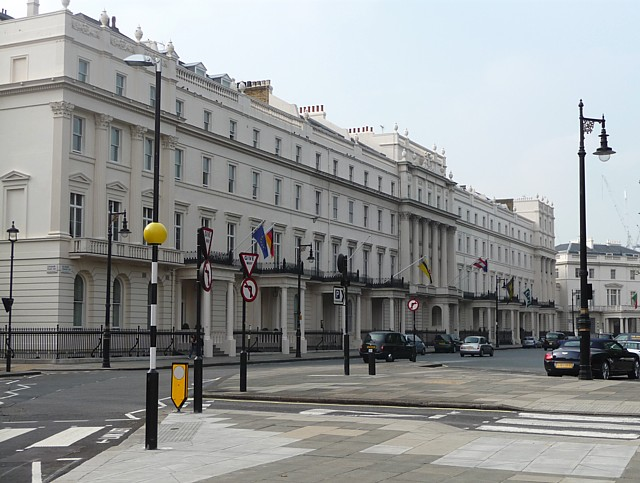
Heutige Residenz der Deutschen Botschaft (Bildmitte) am Belgrave Square im Londoner Stadtteil Belgravia

| Name                                                   | Bild           | Amtszeit       | Anmerkungen    |
| BR Deutschland                                         | BR Deutschland | BR Deutschland | BR Deutschland |
| ------------------------------------------------------ | -------------- | -------------- | -------------- |
| Hans Schlange-Schöningen (* 1886; † 1960)              |                | 1950–1955      |                |
| Hans-Heinrich Herwarth von Bittenfeld (* 1904; † 1999) |                | 1955–1961      |                |
| Hasso von Etzdorf (* 1900; † 1989)                     |                | 1961–1965      |                |
| Herbert Blankenhorn (* 1904; † 1991)                   |                | 1965–1970      |                |
| Karl-Günther von Hase (* 1917; † 2021)                 |                | 1970–1977      |                |
| Hans Helmuth Ruete (* 1914; † 1987)                    |                | 1977–1980      |                |
| Jürgen Ruhfus (* 1930; † 2018)                         |                | 1980–1983      |                |
| Rüdiger Freiherr von Wechmar (* 1923; † 2007)          |                | 1983–1988      |                |
| Hermann Freiherr von Richthofen (* 1933, † 2021)       |                | 1988–1993      |                |
| Peter Hartmann (* 1935, † 2023)                        |                | 1993–1995      |                |
| Jürgen Oesterhelt (* 1935)                             |                | 1995–1997      |                |
| Gebhardt von Moltke (* 1938; † 2019)                   |                | 1997–1999      |                |
| Hans-Friedrich von Ploetz (* 1940)                     |                | 1999–2002      |                |
| Thomas Matussek (* 1947)                               |                | 2002–2006      |                |
| Wolfgang Ischinger (* 1946)                            |                | 2006–2008      |                |
| Georg Boomgaarden (* 1948)                             |                | 2008–2014      |                |
| Peter Ammon (* 1952)                                   |                | 2014–2018      |                |
| Peter Wittig (* 1954)                                  |                | 2018–2020      |                |
| Andreas Michaelis (* 1959)                             |                | 2020–2021      |                |
| Miguel Berger (* 1961)                                 |                | 2022–2025      |                |

## Gesandte deutscher Staaten (vor 1871)

### Badische Gesandte
- 1817–1832: Philipp von Langsdorff (1782–1866)

### Hannoversche Gesandte

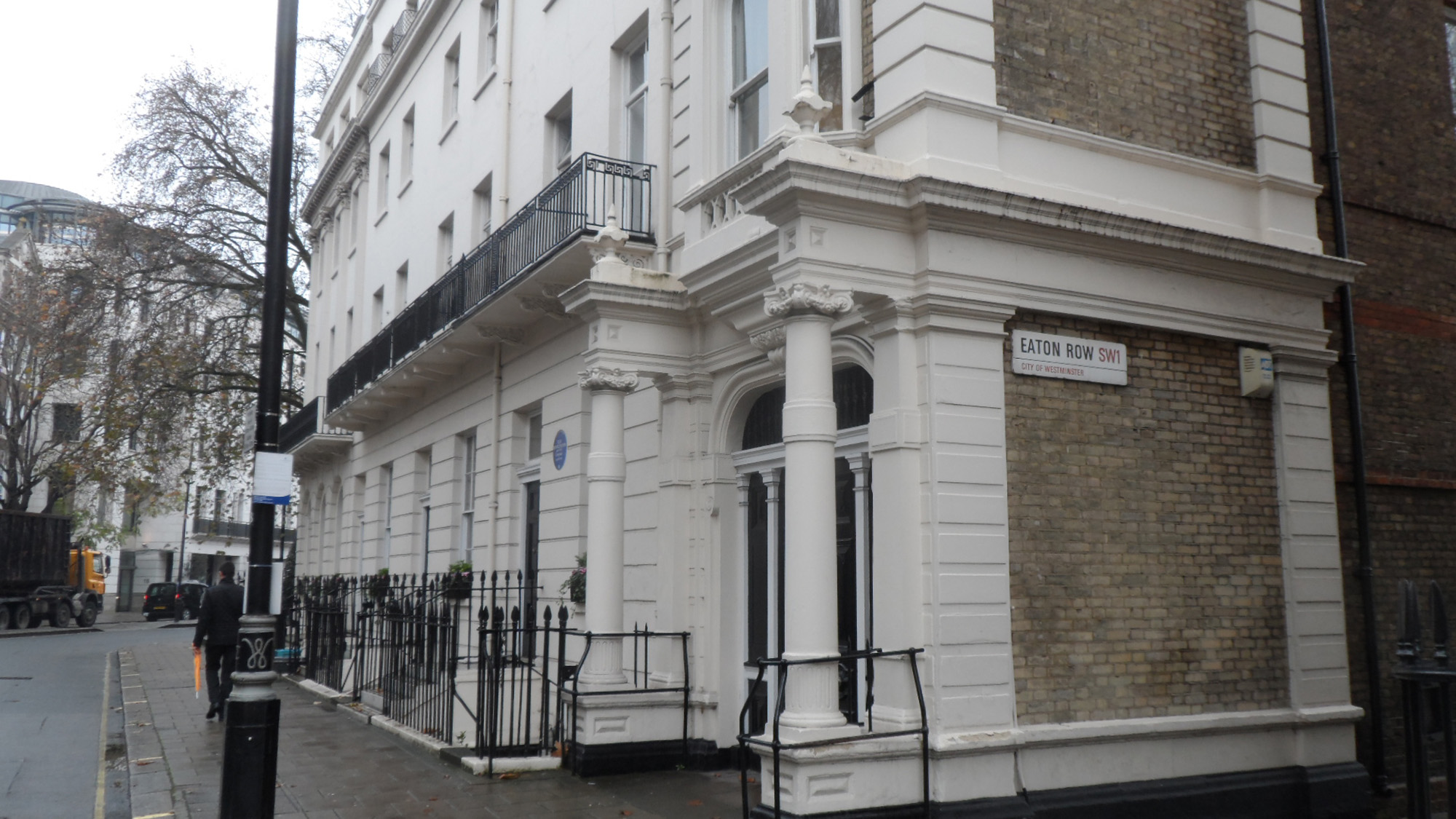
Ehemalige Hannoversche Gesandtschaft, 4 Hobart Place (2014)

- 1837–1840: Börries Wilhelm von Münchhausen (1794–1849)
- 1840–1866: Adolf von Kielmansegg (1796–1866)

### Württembergische Gesandte
- 1814–1816: Joseph Ignaz von Beroldingen (1780–1868)
- 1816–1821: Karl August von Neuffer (1770–1822)
- 1821–1840: Karl August von Mandelsloh (1788–1852)